# North American Soccer League 1975
Navigation
Édition précédente Édition suivante
La North American Soccer League 1975 est la huitième édition de la North American Soccer League. Vingt équipes (dix-huit provenant des États-Unis et deux du Canada) prennent part à la compétition. Comme dans d'autres compétitions organisées en Amérique (Ligue nationale de hockey ou NBA), il n'y a ni promotion, ni relégation, un système de franchises est mis en place.
Ce sont les Rowdies de Tampa Bay qui remporte cette édition en battant en finale les Timbers de Portland.

## Les 20 franchises participantes
| Sting de Chicago Tornado de Dallas Stars de Saint-Louis Dynamos de Denver Thunder de San Antonio Comets de Baltimore Toros de Miami Atoms de Philadelphie Diplomats de Washington Rowdies de Tampa Bay Minutemen de Boston Cosmos de New York Rochester Metros de Toronto Hartford Aztecs de Los Angeles Earthquakes de San José Sounders de Seattle Whitecaps de Vancouver Timbers de Portland |

| - Division Ouest - Aztecs de Los Angeles - Timbers de Portland (N) - Earthquakes de San José - Sounders de Seattle - Whitecaps de Vancouver | - Division Centrale - Sting de Chicago (N) - Tornado de Dallas - Dynamos de Denver - Stars de Saint-Louis - Thunder de San Antonio (N) | - Division Est - Comets de Baltimore - Toros de Miami - Atoms de Philadelphie - Rowdies de Tampa Bay (N) - Diplomats de Washington | - Division Nord - Minutemen de Boston - Bicentennials d'Hartford (N) - Cosmos de New York - Lancers de Rochester - Metros-Croatia de Toronto |

- Les Metros de Toronto deviennent les Metros-Croatia de Toronto.
- Cinq franchises font leur apparition : les Sting de Chicago, les Bicentennials d'Hartford, les Timbers de Portland, le Thunder de San Antonio et les Rowdies de Tampa Bay.

## Format
- Les clubs sont répartis en 2 conférences (Est et Ouest). Chaque conférence étant composée de deux divisions.
- Toutes les équipes disputent 22 rencontres qui se répartissent comme suit : 
  - 3 rencontres (deux à domicile et une à l'extérieur) contre deux équipes de sa division
  - 3 rencontres (une à domicile et deux à l'extérieur) contre les deux autres équipes de sa division
  - 1 rencontre (domicile ou extérieur) contre les équipes de l'autre division de la même conférence
  - 1 rencontre (domicile ou extérieur) contre les équipes d'une des autres divisions de la conférence opposée.

Si une équipe a reçu deux des cinq équipes de l'autre division de la même conférence, elle en recevra donc trois de l'autre division de la conférence opposée.
Si une équipe a reçu trois des cinq équipes de l'autre division de la même conférence, elle en recevra donc deux de l'autre division de la conférence opposée.
Les seules exceptions sont Philadelphie qui a une réception de plus au détriment de Washington et San-Antonio qui a une réception de plus au détriment de Los Angeles.
- Il n'y a pas de match nul. Par contre, contrairement à la saison précédente, on ne joue pas directement en cas d'égalité au bout de 90 minutes une séance de tirs au but. Celle-ci n'intervient que si après une prolongation avec but en or de 15 minutes, aucun but n'a été marqué.
- Le barème de points est le suivant :
  - Victoire : 6 points
  - Défaite : 0 point
  - Un point de bonus est accordé par but marqué dans la limite de 3 buts par match. Il est à noter qu'une séance de tirs au but remportée vaut un but et donc un point supplémentaire tant qu'on est dans cette limite de 3 buts.

- Dans chaque conférence, quatre équipes se qualifient pour les séries éliminatoires. Ce sont les deux champions de division et les deux meilleures équipes restantes.

## Saison régulière

### Conférence Est

#### Division Nord
| Rang | Équipe                    | Pts | J  | G  | N | P  | Bp | Bc | Diff | Bon |
| ---- | ------------------------- | --- | -- | -- | - | -- | -- | -- | ---- | --- |
| 1    | Minutemen de Boston       | 116 | 22 | 13 | 0 | 9  | 41 | 29 | +12  | 38  |
| 2    | Metros-Croatia de Toronto | 114 | 22 | 13 | 0 | 9  | 39 | 28 | +11  | 36  |
| 3    | Cosmos de New York        | 91  | 22 | 10 | 0 | 12 | 39 | 38 | +1   | 31  |
| 4    | Lancers de Rochester      | 64  | 22 | 6  | 0 | 16 | 29 | 49 | -20  | 28  |
| 5    | Bicentennials d'Hartford  | 61  | 22 | 6  | 0 | 16 | 27 | 51 | -24  | 25  |

- Champion de division et qualification pour les quarts de finale
- Qualification pour les quarts de finale

#### Division Est
| Rang | Équipe                  | Pts | J  | G  | N | P  | Bp | Bc | Diff | Bon |
| ---- | ----------------------- | --- | -- | -- | - | -- | -- | -- | ---- | --- |
| 1    | Rowdies de Tampa Bay    | 135 | 22 | 16 | 0 | 6  | 46 | 27 | +19  | 39  |
| 2    | Toros de Miami          | 123 | 22 | 14 | 0 | 8  | 47 | 30 | +17  | 39  |
| 3    | Diplomats de Washington | 112 | 22 | 12 | 0 | 10 | 42 | 47 | -5   | 40  |
| 4    | Atoms de Philadelphie   | 90  | 22 | 10 | 0 | 12 | 33 | 42 | -9   | 30  |
| 5    | Comets de Baltimore     | 87  | 22 | 9  | 0 | 13 | 34 | 52 | -18  | 33  |

- Champion de division et qualification pour les quarts de finale
- Qualification pour les quarts de finale

### Conférence Ouest

#### Division Centrale
| Rang | Équipe                 | Pts | J  | G  | N | P  | Bp | Bc | Diff | Bon |
| ---- | ---------------------- | --- | -- | -- | - | -- | -- | -- | ---- | --- |
| 1    | Stars de Saint-Louis   | 115 | 22 | 13 | 0 | 9  | 38 | 34 | +4   | 37  |
| 2    | Sting de Chicago       | 106 | 22 | 12 | 0 | 10 | 39 | 33 | +6   | 34  |
| 3    | Dynamos de Denver      | 85  | 22 | 9  | 0 | 13 | 37 | 42 | -5   | 31  |
| 4    | Tornado de Dallas      | 83  | 22 | 9  | 0 | 13 | 33 | 38 | -5   | 29  |
| 5    | Thunder de San Antonio | 59  | 22 | 6  | 0 | 16 | 24 | 46 | -22  | 23  |

- Champion de division et qualification pour les quarts de finale

#### Division Pacifique
| Rang | Équipe                  | Pts | J  | G  | N | P  | Bp | Bc | Diff | Bon |
| ---- | ----------------------- | --- | -- | -- | - | -- | -- | -- | ---- | --- |
| 1    | Timbers de Portland     | 138 | 22 | 16 | 0 | 6  | 43 | 27 | +16  | 42  |
| 2    | Sounders de Seattle     | 129 | 22 | 15 | 0 | 7  | 42 | 28 | +14  | 39  |
| 3    | Aztecs de Los Angeles T | 107 | 22 | 12 | 0 | 10 | 42 | 33 | +9   | 35  |
| 4    | Whitecaps de Vancouver  | 99  | 22 | 11 | 0 | 11 | 38 | 28 | +10  | 33  |
| 5    | Earthquakes de San José | 83  | 22 | 8  | 0 | 14 | 37 | 48 | -11  | 35  |

- Champion de division et qualification pour les quarts de finale
- Qualification pour les quarts de finale

T : Tenant du titre

### Résultats
Source : wildstat.com

#### Matchs intra-division
| Résultats (▼dom., ►ext.)                                   | BOS  | HAR  | NY  | ROC | TOR | BOS | HAR | NY  | ROC | TOR |
| Minutemen de Boston                                        |      | 3-0  | 5-0 | 0-2 | 3-1 |     |     |     | 3-2 | 2-1 |
| Bicentennials d'Hartford                                   | 1-0  |      | 3-1 | 1-2 | 0-5 | 1-3 |     |     | 4-1 |     |
| Cosmos de New York                                         | 3-1  | 1-2A |     | 2-0 | 2-0 | 1-0 | 2-1 |     |     |     |
| Lancers de Rochester                                       | 4-1  | 1-0  | 3-2 |     | 1-2 |     |     | 0-3 |     | 0-2 |
| Metros-Croatia de Toronto                                  | 2-1A | 1-0  | 1-2 | 3-0 |     |     | 2-1 | 3-0 |     |     |
| - Victoire à domicile - Match nul - Victoire à l'extérieur |      |      |     |     |     |     |     |     |     |     |

| Résultats (▼dom., ►ext.)                                   | BAL | MIA | PHI | TAM | WAS  | BAL | MIA | PHI | TAM | WAS |
| Comets de Baltimore                                        |     | 3-2 | 0-1 | 1-2 | 1-0  |     |     | 3-0 |     | 1-4 |
| Toros de Miami                                             | 3-0 |     | 1-2 | 0-1 | 8-0  | 2-1 |     |     |     | 2-1 |
| Atoms de Philadelphie                                      | 4-2 | 1-0 |     | 1-2 | 3-2A |     | 2-1 |     | 0-1 | 1-4 |
| Rowdies de Tampa Bay                                       | 6-1 | 0-2 | 2-1 |     | 3-1  | 4-0 | 5-1 |     |     |     |
| Diplomats de Washington                                    | 3-4 | 1-3 | 2-1 | 3-0 |      |     |     |     | 3-1 |     |
| - Victoire à domicile - Match nul - Victoire à l'extérieur |     |     |     |     |      |     |     |     |     |     |

| Résultats (▼dom., ►ext.)                                   | CHI | DAL | DEN | SAI  | SAN  | CHI | DAL | DEN | SAI | SAN |
| Sting de Chicago                                           |     | 3-2 | 0-2 | 1-0A | 2-1A |     | 1-2 | 1-0 |     |     |
| Tornado de Dallas                                          | 2-4 |     | 5-0 | 3-2  | 5-0  |     |     | 3-1 | 0-2 |     |
| Dynamos de Denver                                          | 2-3 | 2-1 |     | 0-2  | 6-2  |     |     |     | 3-0 |     |
| Stars de Saint-Louis                                       | 1-0 | 3-0 | 2-5 |      | 1-0  | 3-2 |     |     |     | 1-0 |
| Thunder de San Antonio                                     | 1-2 | 2-1 | 1-0 | 2-3A |      | 4-0 | 2-1 |     |     |     |
| - Victoire à domicile - Match nul - Victoire à l'extérieur |     |     |     |      |      |     |     |     |     |     |

| Résultats (▼dom., ►ext.)                                   | LA  | POR | SAJ | SEA  | VAN | LA   | POR | SAJ | SEA | VAN |
| Aztecs de Los Angeles                                      |     | 1-2 | 5-1 | 4-1  | 0-3 |      | 1-0 |     |     | 1-0 |
| Timbers de Portland                                        | 4-1 |     | 3-2 | 0-1  | 3-2 |      |     |     | 2-1 | 2-1 |
| Earthquakes de San José                                    | 1-2 | 2-1 |     | 2-3A | 1-2 | 2-1  | 1-2 |     |     |     |
| Sounders de Seattle                                        | 3-1 | 3-2 | 5-1 |      | 3-0 | 1-2A |     | 1-2 |     |     |
| Whitecaps de Vancouver                                     | 1-0 | 0-2 | 2-3 | 2-1  |     |      |     | 4-0 | 2-1 |     |
| - Victoire à domicile - Match nul - Victoire à l'extérieur |     |     |     |      |     |      |     |     |     |     |

#### Matchs inter-division
| Résultats (▼dom., ►ext.)                                   | BOS | HAR  | NY  | ROC | TOR | BAL  | MIA | PHI  | TAM  | WAS  | CHI  | DAL  | DEN | SAI  | SAN | LA  | POR | SAJ  | SEA  | VAN |
| Minutemen de Boston                                        |     |      |     |     |     |      |     | 4-0  |      | 2-0  |      |      |     |      |     | 3-0 | 2-1 |      | 0-1  |     |
| Bicentennials d'Hartford                                   |     |      |     |     |     |      |     | 2-3A | 1-3  |      |      |      |     |      |     |     | 1-3 |      | 2-4  | 1-0 |
| Cosmos de New York                                         |     |      |     |     |     | 5-1  | 2-3 |      |      |      |      |      |     |      |     |     | 1-2 | 2-1A |      | 0-1 |
| Lancers de Rochester                                       |     |      |     |     |     | 1-2A |     | 2-5  |      | 1-2  |      |      |     |      |     | 0-1 |     |      |      | 3-1 |
| Metros-Croatia de Toronto                                  |     |      |     |     |     | 0-1A | 2-0 |      | 3-1  |      |      |      |     |      |     | 4-3 |     | 3-2  |      |     |
| Comets de Baltimore                                        | 1-2 | 3-2  |     |     |     |      |     |      |      |      |      | 3-0  |     | 1-3  | 2-3 |     |     |      |      |     |
| Toros de Miami                                             | 4-2 | 4-0  |     | 4-3 |     |      |     |      |      |      |      |      | 2-0 | 1-0  |     |     |     |      |      |     |
| Atoms de Philadelphie                                      |     |      | 1-0 |     | 0-1 |      |     |      |      |      |      | 1-2A | 1-0 |      | 2-3 |     |     |      |      |     |
| Rowdies de Tampa Bay                                       | 3-1 |      | 1-0 | 2-1 |     |      |     |      |      |      | 0-3  |      | 3-2 |      |     |     |     |      |      |     |
| Diplomats de Washington                                    |     | 1-0  | 2-9 |     | 2-1 |      |     |      |      |      | 2-1A |      |     | 3-4A |     |     |     |      |      |     |
| Sting de Chicago                                           |     |      |     |     |     | 4-1  | 2-0 | 6-2  |      |      |      |      |     |      |     | 1-0 |     | 2-3A |      |     |
| Tornado de Dallas                                          |     |      |     |     |     |      | 1-2 |      | 1-0A | 0-2  |      |      |     |      |     |     |     |      | 0-1  | 2-1 |
| Dynamos de Denver                                          |     |      |     |     |     | 1-2  |     |      |      | 1-2A |      |      |     |      |     | 4-1 | 3-1 | 2-1  |      |     |
| Stars de Saint-Louis                                       |     |      |     |     |     |      |     | 2-1A | 1-2A |      |      |      |     |      |     |     | 2-3 |      | 3-2A | 2-1 |
| Thunder de San Antonio                                     |     |      |     |     |     |      | 1-2 |      | 0-4  | 0-2  |      |      |     |      |     | 0-3 |     | 1-2  | 0-1  |     |
| Aztecs de Los Angeles                                      |     | 5-0  | 5-1 |     |     |      |     |      |      |      |      | 3-1  |     | 2-0  |     |     |     |      |      |     |
| Timbers de Portland                                        |     |      |     | 3-2 | 1-0 |      |     |      |      |      | 2-0  | 3-0  |     |      | 1-0 |     |     |      |      |     |
| Earthquakes de San José                                    | 0-1 | 3-4A |     | 5-0 |     |      |     |      |      |      |      | 0-1  |     | 2-1  |     |     |     |      |      |     |
| Sounders de Seattle                                        |     |      | 2-0 | 1-0 | 2-1 |      |     |      |      |      | 2-1  |      | 2-1 |      |     |     |     |      |      |     |
| Whitecaps de Vancouver                                     | 1-2 |      |     |     | 4-1 |      |     |      |      |      | 1-0  |      | 6-0 |      | 3-0 |     |     |      |      |     |
| - Victoire à domicile - Match nul - Victoire à l'extérieur |     |      |     |     |     |      |     |      |      |      |      |      |     |      |     |     |     |      |      |     |

A Quand un score est suivi d'une lettre, cela signifie que le match en question s'est terminé par une séance de tirs au but. Si le score inscrit est 3-2, cela signifie que l'équipe gagnante a remporté la séance de tirs au but après un match nul 2-2 à l'issue de la prolongation.

## Séries éliminatoires

### Règlement
Les demi-finales et finales de conférence se déroulent sur un seul match sur le terrain du mieux classé en saison régulière.
En cas d'égalité, au bout de 90 minutes une prolongation avec but en or de 15 minutes a lieu.
Si aucun but n'est marqué, une séance de tirs au but a lieu. 
La finale se déroule au Spartan Stadium de San Jose.

### Tableau
|  | Demi-finales de conférence               | Demi-finales de conférence            |                      |              | Finales de conférence              | Finales de conférence              |  |  | Soccer Bowl '75                         | Soccer Bowl '75                         |
|  | Demi-finales de conférence               | Demi-finales de conférence            |                      |              | Finales de conférence              | Finales de conférence              |  |  | Soccer Bowl '75                         | Soccer Bowl '75                         |
|  |                                          |                                       |                      |              |                                    |                                    |  |  |                                         |                                         |
|  | 13 août 1975, Tampa Stadium, Tampa       | 13 août 1975, Tampa Stadium, Tampa    |                      |              | 16 août 1975, Tampa Stadium, Tampa | 16 août 1975, Tampa Stadium, Tampa |  |  | 24 août 1975, Spartan Stadium, San Jose | 24 août 1975, Spartan Stadium, San Jose |
|  | 13 août 1975, Tampa Stadium, Tampa       | 13 août 1975, Tampa Stadium, Tampa    |                      |              | 16 août 1975, Tampa Stadium, Tampa | 16 août 1975, Tampa Stadium, Tampa |  |  | 24 août 1975, Spartan Stadium, San Jose | 24 août 1975, Spartan Stadium, San Jose |
|  | Rowdies de Tampa Bay                     | 3                                     |                      |              | 16 août 1975, Tampa Stadium, Tampa | 16 août 1975, Tampa Stadium, Tampa |  |  | 24 août 1975, Spartan Stadium, San Jose | 24 août 1975, Spartan Stadium, San Jose |
|  | Rowdies de Tampa Bay                     | 3                                     |                      |              | 16 août 1975, Tampa Stadium, Tampa | 16 août 1975, Tampa Stadium, Tampa |  |  | 24 août 1975, Spartan Stadium, San Jose | 24 août 1975, Spartan Stadium, San Jose |
|  | Metros-Croatia de Toronto                | 0                                     |                      |              | 16 août 1975, Tampa Stadium, Tampa | 16 août 1975, Tampa Stadium, Tampa |  |  | 24 août 1975, Spartan Stadium, San Jose | 24 août 1975, Spartan Stadium, San Jose |
|  | Metros-Croatia de Toronto                | 0                                     | Rowdies de Tampa Bay | 3            |                                    |                                    |  |  | 24 août 1975, Spartan Stadium, San Jose | 24 août 1975, Spartan Stadium, San Jose |
|  | 13 août 1975, Nickerson Field, Boston    |                                       | Rowdies de Tampa Bay | 3            |                                    |                                    |  |  | 24 août 1975, Spartan Stadium, San Jose | 24 août 1975, Spartan Stadium, San Jose |
|  |                                          | Toros de Miami                        | 0                    |              |                                    |                                    |  |  | 24 août 1975, Spartan Stadium, San Jose | 24 août 1975, Spartan Stadium, San Jose |
|  | Minutemen de Boston                      | Toros de Miami                        | 0                    | 1            |                                    |                                    |  |  | 24 août 1975, Spartan Stadium, San Jose | 24 août 1975, Spartan Stadium, San Jose |
|  | Minutemen de Boston                      |                                       |                      | 1            |                                    |                                    |  |  | 24 août 1975, Spartan Stadium, San Jose | 24 août 1975, Spartan Stadium, San Jose |
|  | Toros de Miami                           | 2 b.e.o.                              |                      |              |                                    |                                    |  |  | 24 août 1975, Spartan Stadium, San Jose | 24 août 1975, Spartan Stadium, San Jose |
|  | Toros de Miami                           | 2 b.e.o.                              | Rowdies de Tampa Bay | 2            |                                    |                                    |  |  |                                         |                                         |
|  | 12 août 1975, Civic Stadium, Portland    |                                       | Rowdies de Tampa Bay | 2            |                                    |                                    |  |  |                                         |                                         |
|  |                                          | Timbers de Portland                   | 0                    |              |                                    |                                    |  |  |                                         |                                         |
|  | Timbers de Portland                      | Timbers de Portland                   | 0                    | 2 b.e.o.     |                                    |                                    |  |  |                                         |                                         |
|  | Timbers de Portland                      | 17 août 1975, Civic Stadium, Portland |                      | 2 b.e.o.     |                                    |                                    |  |  |                                         |                                         |
|  | Sounders de Seattle                      | 1                                     |                      |              |                                    |                                    |  |  |                                         |                                         |
|  | Sounders de Seattle                      | 1                                     | Timbers de Portland  | 1            |                                    |                                    |  |  |                                         |                                         |
|  | 13 août 1975, Francis Field, Saint-Louis |                                       | Timbers de Portland  | 1            |                                    |                                    |  |  |                                         |                                         |
|  |                                          | Stars de Saint-Louis                  | 0                    |              |                                    |                                    |  |  |                                         |                                         |
|  | Stars de Saint-Louis                     | Stars de Saint-Louis                  | 0                    | 1 (5) t.a.b. |                                    |                                    |  |  |                                         |                                         |
|  | Stars de Saint-Louis                     |                                       |                      | 1 (5) t.a.b. |                                    |                                    |  |  |                                         |                                         |
|  | Aztecs de Los Angeles                    | 1 (4)                                 |                      |              |                                    |                                    |  |  |                                         |                                         |
|  | Aztecs de Los Angeles                    | 1 (4)                                 |                      |              |                                    |                                    |  |  |                                         |                                         |

## Récompenses individuelles
| Trophée                            | Joueur       | Club                  |
| ---------------------------------- | ------------ | --------------------- |
| Meilleur joueur (saison régulière) | Steve David  | Toros de Miami        |
| Meilleur joueur (finale)           | Stewart Jump | Rowdies de Tampa Bay  |
| Meilleur buteur                    | Steve David  | Toros de Miami        |
| Meilleur rookie                    | Chris Bahr   | Atoms de Philadelphie |
| Meilleur entraîneur                | John Sewell  | Stars de Saint-Louis  |